# جورجیا هیل
جورجیا هیل (انگلیسی: Georgia Hale؛ ۲۴ ژوئن ۱۹۰۵ – ۷ ژوئن ۱۹۸۵) هنرپیشه اهل ایالات متحده آمریکا بود.
از فیلم‌هایی که وی در آن نقش داشته است، می‌توان به جویندگان طلا و عافیت‌طلبان اشاره کرد.